# Héctor Droguett
Héctor Hernan Droguett Silva (7 de janeiro de 1925 — 2008) foi um ciclista chileno que participou de dois eventos nos Jogos Olímpicos de Helsinque 1952.